# عيون أرغش
عيون أرغش (بالأحرف اللاتينية Ouyoun Orghosh) هي منطقة في البقاع قرب مدينة بعلبك تشتهر بينابيعها الغزيرة الجليدية وبالبحيرات التي تغور مياهها في الأرض التي تسمى “الغوار”.

## موقع عيون أرغش
عيون ارغش تتبع عقاريا قضاء بعلبك في محافظة بعلبك الهرمل وتنبسط على أعتاب القرنة السوداء عند سفوح سلسلة جبال لبنان الغربية شمال غرب بعلبك وترتفع عن البحر ب 2200 متر.
تحدها من الشمال جباب الحمر (أراضي آل دندش)، ومن الشرق بلدات نبحا وبرقا ووادي فعرا، ومن الغرب الأرز وبشري. اما من الجنوب فبلدة عيناتا، مما يشكل نقطة اتصال بين محافظتي البقاع والشمال من طريق الأرز، وتترامى حتى سفح ضهر القضيب من الجهة الشرقية، وتعتبر أعلى نقطة شبه مأهولة. اما عقاريا فتعود أراضيها إلى بلدة نبحا وضمن خراجها ويملكها ويستثمرها آل طوق الذين يأتون إليها في فصل الصيف فقط. فالمنطقة تعاني عزلة شتاء، ويزيد ارتفاع الثلوج فيها عن ثلاثة امتار، مما يجعل التنقل مهمة مستحيلة. وبذلك تكون مفتوحة امام زوارها واهلها ابتداء من ايار حتى بداية فصل الشتاء.

## الوصول إلى عيون أرغش
وهنالك ثلاث طرق رئيسية إليها، اثنتان من جهة البقاع، الأولى من بعلبك – دير الأحمر مرورا ببشوات، والثانية من طريق شعت (البقاع الشمالي) مرورا بنبحا وصولا إلى برقا ومنها إلى عيون ارغش. وطريق فرعية من دير الأحمر إلى العيون. اما من جهة الشمال فثمة طريق واحدة هي بشري – الارز وتبقى مقفلة بالثلوج حتى منتصف ايار.

## السياحة
إلى جانب المتنزهات والمقاهي، قرابة 20 منزلا لآل طوق الذين يعملون في الزراعة. وأهم منتجاتها التفاح والكرز، إضافة إلى تربية اسماك الترويت. وتكللها اشجار الحور واللزاب التي تتشابه اشجارها مع اشجار الارز ويزيد عمرها على 500 سنة.